# Filialkirche Ofenbach

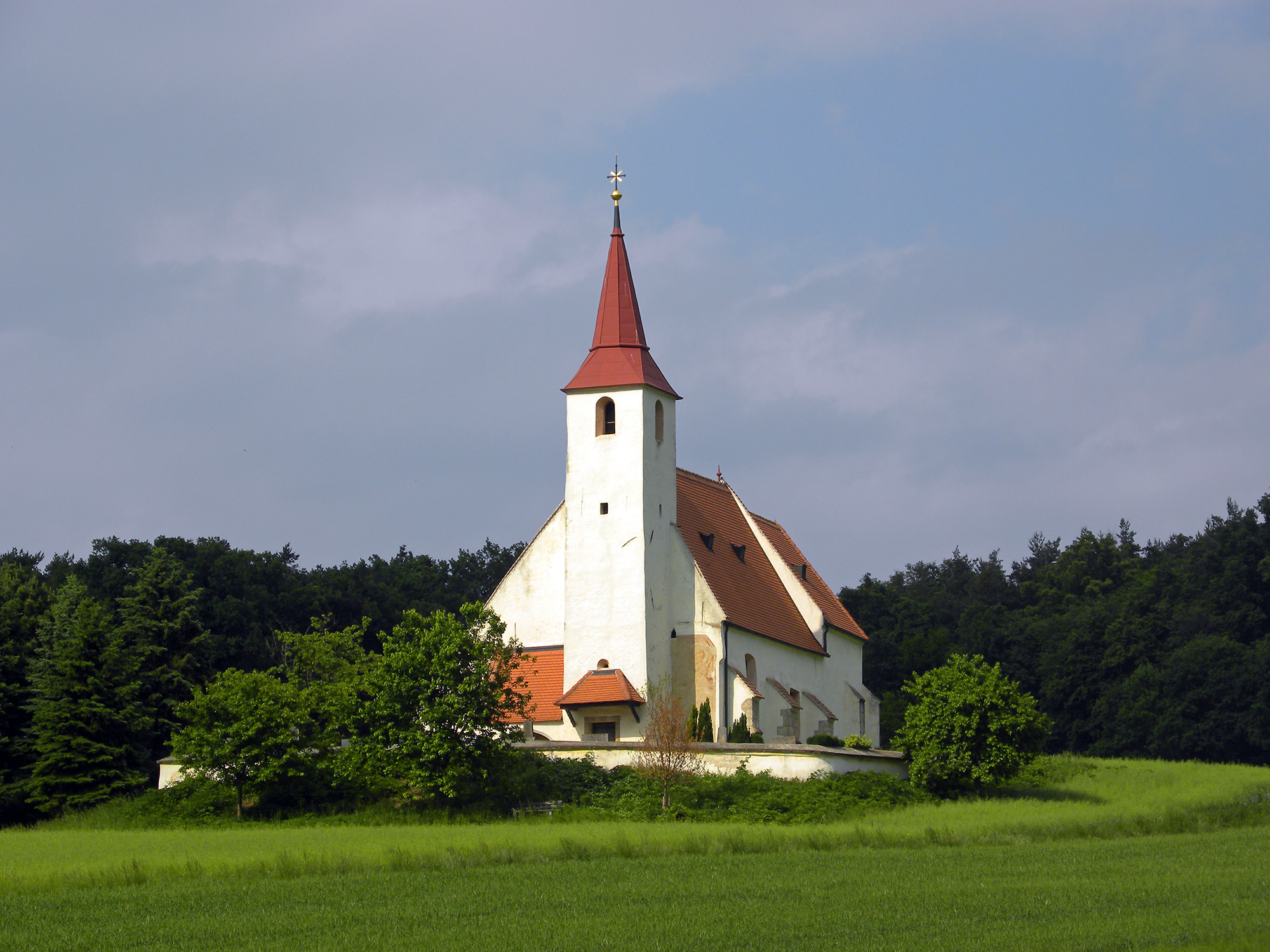
Katholische Filialkirche Hl. Veit in Ofenbach

Die römisch-katholische Filialkirche Ofenbach steht auf einer Anhöhe am Hang östlich außerhalb der Ortschaft Ofenbach der Marktgemeinde Lanzenkirchen im Bezirk Wiener Neustadt-Land in Niederösterreich. Die dem Patrozinium des Heiligen Veit unterstellte Filialkirche der Pfarrkirche Lanzenkirchen gehört zum Dekanat Lanzenkirchen in der Erzdiözese Wien. Die Kirche steht unter Denkmalschutz (Listeneintrag).

## Geschichte
Das im Kern wohl spätromanisch-frühgotische Langhaus wurde in der zweiten Hälfte des 14. Jahrhunderts um ein Seitenschiff, einen Chor und eine Sakristei erweitert. Im Jahr 1754 erfolgten barocke Veränderungen.

## Architektur
Die frühgotische Saalkirche als sogenannte Bergkirche war eine Wehrkirche in einem ummauerten Friedhof.
Das Kirchenäußere zeigt zweifach abgestufte gotische Strebepfeiler und am Chor Spitzbogenfenster. Der vorgestellte gotische Westturm trägt einen abgeschnürten Spitzhelm. Nördlich neben dem Turm befindet sich ein mit zwei Rundbögen offener barocker Raum unter einem Pultdach, der eine Wandmalerei um 1360/1390 schützt; der Zyklus zeigt vielfigurig die Kreuzigung im Gedräng in einer Diamantquaderrahmung mit einer breiten Rankenborte bekrönt, im unteren Feld die stehende Figur hl. Oswald mit Raben, sowie ein Fragment Auferstehung, an der Turmwand oben in einem dreieckigen Feld Ölberg, darunter getrennt durch eine Bordüre Epiphanie. Südlich neben dem Turm an der Langhauswestfront befindet sich eine hohe Wandmalerei hl. Christophorus aus dem Anfang des 15. Jahrhunderts.
Das Kircheninnere zeigt ein zweijochiges kreuzrippengewölbtes Langhaus auf zwei Bögen auf einem quadratischen Pfeiler mit einem zweijochigen kreuzrippengewölbten Seitenschiff. Die gusseiserne Orgelempore entstand in der zweiten Hälfte des 19. Jahrhunderts. Der breite Triumphbogen ist spitzbogig, der leicht erhöhte gleich breite einjochige Chor ist kreuzrippengewölbt, in der Chornordwand befindet sich eine gotische Sakramentsnische. Der gotische tonnengewölbte Sakristeianbau hat die Breite des Seitenschiffes.

## Einrichtung
Der Hochaltar ist ein schlichtes Säulenretabel aus dem Anfang des 18. Jahrhunderts, er zeigt das Altarblatt hl. Veit flankiert von Statuen der Hll. Petrus und Paulus, im Auszug ein Bild Heilige Dreifaltigkeit. Die barocken Seitenaltäre sind schlicht, der rechte Seitenaltar zeigt das Altarbild hl. Sebastian und im Auszug Muttergottes, der linke Seitenaltar zeigt das Altarblatt hl. Leonhard und im Auszug das Bild Gottvater.
Die Kanzel entstand im Anfang des 18. Jahrhunderts. Die Kreuzwegbilder sind aus der zweiten Hälfte des 19. Jahrhunderts. Die Orgel aus 1891 stammt von Eduard Kanitsch.